# Asfaltni otroci
Asfaltni otroci je peti studijski album slovenskega kantavtorja Janija Kovačiča, izdan leta 1991 pri založbi Corona. Album je bil 1992 ponovno izdan pri ZKP RTV Slovenija.
Album in zlasti naslovna pesem nista dosegla takšnega komercialnega uspeha, kakršnega je kantavtor pričakoval.

## Seznam pesmi
Vse pesmi je napisal Jani Kovačič.
| Št. | Naslov                    | Dolžina |
| --- | ------------------------- | ------- |
| 1.  | „Asfaltni otroci‟         | 4:10    |
| 2.  | „Lestev do neba‟          | 3:42    |
| 3.  | „Sv. Jurij‟               | 4:16    |
| 4.  | „Song‟                    | 7:51    |
| 5.  | „Ljubezenske inštalacije‟ | 3:41    |
| 6.  | „Sistem čudovitih trupel‟ | 3:29    |
| 7.  | „Angelci angelci‟         | 6:35    |
| 8.  | „Pocestnice, prešuštnice‟ | 5:45    |

## Zasedba
- Jani Kovačič — vokal, kitara
- Nikola Sekulović — bas kitara
- Blaž Grm — bobni
- Andrej Kores — klaviature
- Zoran Bistrički — saksofon